# Majorquinisme
Le majorquinisme (en catalan : mallorquinisme) est un mouvement identitaire qui prône la reconnaissance de la personnalité politique et culturelle de Majorque ou des Îles Baléares.
Historiquement, le majorquinisme apparaît avec le mouvement romantique de la Renaixença (la « Renaissance » de la langue catalane), en relation étroite avec le catalanisme et le valencianisme.